# Ostforschung
Ostforschung bezeichnete bis in die 1990er Jahre die Erforschung des deutschen Volkstums und der Kulturleistungen Deutscher in Ostmitteleuropa. Forschungsgegenstände waren Geschichte, Sprache, Migration, Recht, Religion und Geographie.
Unter dem Begriff „Ostforschung“ als zentralem Bestandteil der völkischen Wissenschaften wird heute dieser Teil deutscher Wissenschaft geschichtlich hinsichtlich Verlauf und Kontinuitäten bis in die 1990er Jahre erforscht und von einigen der betroffenen Institutionen selbstkritisch aufgearbeitet. Besonders diese Selbstreflexion bezeichnet einen Paradigmenwechsel und führt unter anderem zur Umbenennung von Instituten. So wurde beispielsweise die 1952 gegründete „Zeitschrift für Ostforschung“ 1994 in „Zeitschrift für Ostmitteleuropa-Forschung“ umbenannt. Der Begriff Ostforschung wird wie der Begriff Westforschung für aktuelle Forschungen heute kaum noch verwandt.

## Geschichte der Ostforschung
Ihren Ursprung hat die Ostforschung in der im 18. Jahrhundert entstehenden Geschichtswissenschaft. Ihr ethnozentrierter Ansatz war eng verbunden mit der Deutschtums- und Volkskunde. Ihre ideologische Ausrichtung folgte den Grundsätzen des Vaterländischen und stand im Zeichen der Gründung des Deutschen Kaiserreichs 1871. Der Grundsatz des Vaterländischen wurde unkritisch übernommen und bildete den allgemeinen Rahmen. In ihrer deutsch-nationalen Ausrichtung wurden Kultur und Geschichte anderer Bewohner, besonders der jüdischen, polnischen, kaschubischen und tschechischen sowie die der Sinti und Roma ausgeblendet. Die durchgehende Ausrichtung ihrer Arbeit durch das politisch-ideologische Umfeld ist erst seit wenigen Jahren Gegenstand selbstkritischer Forschung.

## Angeblicher Schutz des Auslandsdeutschtums
Geopolitische Vorstellungen des Alldeutschen Verbandes konnten sich bereits 1894 auf die Ostforschung stützen. Der „Schutz des Auslandsdeutschtums“ wurde zur aktiven Außenpolitik des Deutschen Reiches. Neben der Kolonialforschung diente auch die Ostforschung wesentlich zur Legitimierung dieser Politik. Nicht wenige Professoren und Intellektuelle der Ostforschung engagierten sich wissenschaftlich wie politisch für das Grenzlanddeutschtum und den Schutz deutscher Volksgruppen.

## Zwischenkriegszeit
Auch nach dem verlorenen Ersten Weltkrieg entwickelte die Ostforschung einen ausgeprägten Antislawismus und war an der Ausbildung der Herrenmenschenideologie beteiligt. Im Zentrum standen Rassenlehren und die Politikberatung, die einen „Lebensraum im Osten“ gewinnen wollte. Besonders die in der Ostforschung sich etablierende Volks- und Kulturbodenforschung verband sich eng mit dem „Volkstumskampf“. Die in der Ostforschung vielfach anzutreffende sozialdarwinistische Überzeugung führte zur Höherstellung der deutschen Kultur und zur Abwertung slawischer Kulturen.
Namhafte Wissenschaftler waren hier unter anderem der Sprach- und „Urheimatkundler“ Ernst Schwarz, die Historiker Albert Brackmann, Hermann Aubin, Kurt Oberdorffer, Erich Keyser, die Volkstumsforscher Max Hildebert Boehm, Herbert Cysarz, Erich Gierach, Emil Lehmann, die Geographen Albrecht Penck und Nikolaus Creutzburg, der Professor für Osteuropäische Geschichte Josef Pfitzner, der Völkerrechtler Hermann Raschhofer, der führende sudetendeutsche Volkskundler Bruno Schier wie auch Walter Kuhn, der Professor für Rechtsgeschichte an der Prager deutschen Universität Wilhelm Weizsäcker, der Nationalökonom Theodor Oberländer, der Rassenlehrer und Sozialanthropologe Karl Valentin Müller, der spätere NS-Historiker Theodor Mayer und der Geograph und Geopolitiker Karl Haushofer.
Politischen und ideologischen Einfluss auf die Ostforschung hatten unter anderem der Jurist und Politiker Rudolf Lodgman von Auen, der Geograph Friedrich Ratzel, der Volkspädagoge Rudolf Lochner, der Lehrerausbilder Eugen Lemberg, der Volkstumskämpfer Ernst Lehmann, der Redakteur und Volkstumspropagandist Hans Krebs, der Schriftsteller Guido von List, der Volkstumskämpfer und Finanzier Alfred Hugenberg und der Schriftsteller Hans Grimm.

## Nationalsozialismus
Für die Außenpolitik des NS-Regimes bekam die Ostforschung eine politikberatende Funktion. Das Lebensraum-Konzept nahm eine zentrale ideologische Stellung ein.
Personell gab es kaum Unterschiede zu den bisherigen Ostforschern, ihrer Methodik und ihrem Vokabular.
Ein noch recht unbeleuchteter Aspekt der NS-Ostforschung ist der „Kriegseinsatz der Wissenschaft“. Bei dieser Aktion bemächtigten sich verschiedene Kommissionen deutscher Wissenschaftler aus der Volkstumsforschung, die zum „Kriegseinsatz“ gebildet wurden, der Archive, Bibliotheken und Museen der besetzten Länder.
Frank-Rutger Hausmann analysierte 1999 erstmals in seinem Buch Deutsche Geisteswissenschaft im Zweiten Weltkrieg die 'Aktion Ritterbusch' (1940–1945), die Verbindungen der NS-Volkstumsforschung zu den Forschungen in der Zwischenkriegszeit, zu den NS-Ideologemen und der Verwendung ihrer Semantik, die interdisziplinären und mit den politischen Ideologien verbundenen Merkmale eines „Gemeinschaftswerks“, die Abwehr der Wissenschaftler nach dem Krieg, ihren durchdringenden Einfluss auf die bundesrepublikanischen Wissenschaften und ihre Versuche, die eigenen Arbeiten vom Nationalsozialismus zu trennen.
Hausmann zitierte die Krakauer Zeitung von 1941, um exemplarisch die ideologische Verbundenheit mit dem Nationalsozialismus und das Ziel einer Germanisierung Europas zu demonstrieren. In einem Zeitungsartikel über einen Bericht zur „Buch- und Dokumentenschau“ der Technischen Hochschule in Berlin-Charlottenburg „Deutsche Wissenschaft im Kampf um Reich und Lebensraum“ heißt es: „Die deutsche Geisteswissenschaft hat sich im Kriege zu einer weltumspannenden Gemeinschaft zusammengefunden, um entscheidende Probleme der deutschen Lebensordnung, des deutschen Weltbildes und der Neugestaltung Europas auf Grund wissenschaftlicher Erkenntnis darzustellen“.
Im Zentrum des Ritterbusch-Unternehmens stand also die „Idee einer neuen Ordnung Europas“.
Walther Wüst, der Kurator des „SS-Ahnenerbes“ und Günther Lutz formulierten das ideologische Konzept in „Wissenschaft als völkische Notwendigkeit – Kriegseinsatz, Aufgabe und Zukunft der deutschen Wissenschaft“ in der Zeitschrift „Deutscher Wissenschaftlicher Dienst (DWD)“, die Walther Wüst im Stuttgarter Kohlhammer Verlag herausgab.
Eine der ersten kritischen Abrechnungen mit der Rolle der Ostwissenschaften unter dem Nationalsozialismus war ein Vortrag von Werner Philipp, Ordinarius für osteuropäische Geschichte, den er anlässlich der Universitätstage 1966 der Freien Universität Berlin unter dem Titel „Nationalsozialismus und Ostwissenschaften“ gehalten hat. 

### Die wichtigsten Ost- und Südost-Forschungseinrichtungen zur Zeit des Nationalsozialismus
- Institut für deutsche Ostforschung, Königsberg Pr.
- Institut für Grenz- und Auslandsstudien Berlin-Steglitz
- Institut für ostdeutsche Wirtschaft, Königsberg Pr.
- Institut für osteuropäische Wirtschaft, Königsberg Pr.
- Institut zur wissenschaftlichen Erforschung der Sowjetunion, Berlin
- Mitteleuropa-Institut, Dresden
- Nordostdeutsche Forschungsgemeinschaft, Berlin
- Osteuropa-Institut, Breslau
- Ostland-Institut, Danzig
- Ostsee-Institut, Danzig
- Publikationsstelle Berlin-Dahlem
- Institut für Ostforschung, Schloss Höchstädt
- Reichsstiftung für deutsche Ostforschung, Posen
- Reichsstiftung für slavische Forschung, Prag
- Russlandinstitut der Auslandshochschule, Universität Berlin
- Seminar für osteuropäische Geschichte und Landeskunde, Universität Berlin
- Wannsee-Institut (sog. Osteuropa-Institut Berlin), Tarnbezeichnung Institut für Altertumsforschung
- Zentralstelle Osteuropa, Berlin

- Arbeitskreis für Donaufragen
- Institut für Geschichte und Kultur Südosteuropas, Leipzig
- Institut für Mittel- u. Südosteuropäische Wirtschaftsforschung, Leipzig
- Institut für Südostrecht, Wien
- Hauptpublikationsstelle, Wien
- Südost-Institut, München
- Südostdeutsche Forschungsgemeinschaft, Wien
- Südostdeutsches Institut, Graz
- Südosteuropa-Institut, Leipzig
- Südostgemeinschaft Wiener Hochschulen, Wien

Siehe auch: Generalplan Ost, Reinhard Heydrich-Stiftung, Karls-Universität Prag, Reichsarbeitsgemeinschaft für Raumforschung, Hochschularbeitsgemeinschaften für Raumforschung;  Reichsgau Sudetenland, Gau, Untermensch, Volkstumspolitik, Theodor Oberländer

## Seit 1950

### Überblick

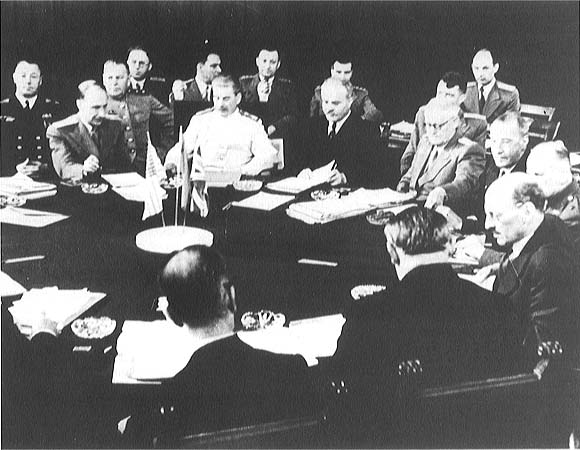
Die Ergebnisse der Potsdamer Konferenz und die Ansprüche der Vertriebenen bestimmten wesentlich die Ostforschung

Nach 1945 reorganisierte sich die deutsche Ostforschung im Westen und in der späteren Bundesrepublik. Ein erstes Zentrum bildete sich 1950 in Marburg. Dort gründeten Bruno Schier, Eugen Lemberg, Hermann Aubin, Josef Hanika, Kurt Oberdorffer, Wilhelm Weizsäcker und andere bekannte Ostforscher den Johann Gottfried Herder-Forschungsrat. Dem Forschungsrat war ein Netzwerk von Wissenschaftlern und Vereinen angeschlossen, zu dem sich auch das Collegium Carolinum zählen kann.
„Zeitschrift für Ostforschung“ nannte sich 1952 das zentrale Publikationsorgan. Der Ostforscher Hermann Aubin wurde 1953 zum Präsidenten des Verbandes der Historiker Deutschlands gewählt. Auch in dieser Zeit und in dieser Funktion hob er den „Anteil der Germanen am Wiederaufbau des Abendlandes nach der Völkerwanderung“ hervor. Der gemeinnützige Verein wird seit 1950 bis heute durch Landes- und Staatsmittel gefördert.
Die Kontinuitäten in der Methodik, den Biographien und dem Vokabular der Ostforschung auch nach 1945 wurden erstmals seit den 1990er Jahren in Teilen der Ostforschung Gegenstand eigener Untersuchungen.
Der Kalte Krieg und die Vertriebenen-Problematik prägten die politischen Rahmenbedingungen der Ostforschung in der Nachkriegszeit. In dieser Zeit war die „Ostforschung“ der Bundesrepublik das ständige Ziel in der Regel scharfer polemischer Kritik seitens des Ostens, die dort in einer Fülle einschlägiger Publikationen ihren Niederschlag fand. In der DDR gab es sogar an der Humboldt-Universität in Berlin eine spezielle „Abteilung für Geschichte der imperialistischen Ostforschung“ mit eigenen Publikationsorganen, unter anderem den vertraulichen „Informationen über die imperialistische Ostforschung“, Jg. 1. 1960ff.
Mit dem in den 1990er-Jahren einsetzenden Paradigmenwechsel in dieser Wissenschaft begann sie sich für internationale Forschungsstandards zu öffnen. In Verbindung damit nennt sie sich nunmehr „Ostmitteleuropa-Forschung“ statt „Ostforschung“.

### J. G. Herder-Forschungsrat und Herder-Institut e. V.

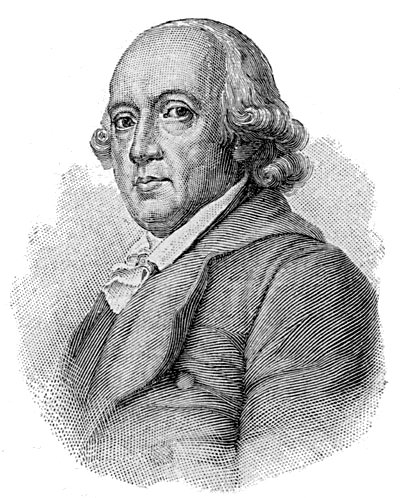
Johann Gottfried von Herder prägte den deutschen Volksbegriff und wurde Namenspatron der Ostforschung

Heute ist das im April 1950 gegründete Institut eine der zentralen Institutionen der historischen „Ostmitteleuropaforschung“. Der Begriff Ostforschung wird seit ca. 1994 nicht mehr verwendet.
Geboten wird eine wissenschaftliche Serviceeinrichtung mit 42 festangestellten Mitarbeitern. Gesamtetat 3,67 Millionen Euro.

#### Eigenpublikationen der Ostforschung und der Ostmitteleuropa-Forschung zu ihrer Geschichte
- Fünfunddreißig Jahre Forschung über Ostmitteleuropa. Veröffentlichungen der Mitglieder des J. G. Herder-Forschungsrates 1950–1984. Hrsg. v. J. G. Herder-Forschungsrat, Marburg/Lahn 1985.
- Hugo Weczerka: Johann Gottfried Herder-Forschungsrat. In: Erwin Oberländer (Hrsg.): Geschichte Osteuropas. Zur Entwicklung einer historischen Disziplin in Deutschland, Österreich und der Schweiz 1945–1990. Stuttgart 1992, S. 256–275.
- Hugo Weczerka (Hrsg.): Aspekte der Zusammenarbeit in der Ostmitteleuropa-Forschung. Tagung des Herder-Instituts und des J. G. Herder-Forschungsrates am 22./23. Februar 1994, Marburg 1996.
- Die Arbeit des Forschungsverbundes Ostmitteleuropa in den Jahren 1990–1996. Historische Kommissionen. J. G. Herder-Forschungsrat mit seinen Fachkommissionen. Hrsg. als Manuskript des J. G. Herder-Forschungsrates. Marburg 1997. 63 S.
- Hugo Weczerka: 1950 – 50. Gedenkjahr: Gründung des Johann Gottfried Herder-Forschungsrates und des Johann Gottfried Herder-Instituts in Marburg an der Lahn. In: Ostdeutsche Gedenktage 2000, Hrsg.  Kulturstiftung der deutschen Vertriebenen, Bonn 1999, S. 384–392.

## Konzepte
Zu den Konzepten und Paradigmen in der Ostforschung zählten unter anderem Bevölkerungswissenschaft/Demografie, die Deutsche Soziologie, Deutsche Volks- und Kulturbodenforschung, Kulturraumforschung und Raumordnung, Rassenkunde, Siedlungsgeschichte, Umvolkung, Volksgeschichte, Volkslehre, Volkssoziologie, Völkische Geographie, Deutsche Volkskunde und Raumforschung, Volksgruppenkunde.

## Forschungs- und Publikationsprojekte
Forschungs- und Publikationsprojekte waren nach 1945 Auslandswissenschaften, Deutsche Ostsiedlung, Deutsche Volksliste, Atlas der Deutschen Volkskunde (ADV), Dokumentation der Vertreibung der Deutschen aus Ostmitteleuropa, Wörterbücher des Grenz- und Auslandsdeutschtums, Archivierung.

## Publikationsorgane
Wichtige Publikationsorgane der Ostforschung waren Der Auslandsdeutsche, Deutsche Forschungen im Südosten, Jomsburg, Reich – Volksordnung – Lebensraum, Volk und Reich, Zeitschrift für Ostforschung und die vom Institut für Deutsche Ostarbeit  herausgegebene Zeitschrift Deutsche Forschung im Osten.

## Polnische Westforschung
Die „Polnische Westforschung“, eine deutsche Wortschöpfung aus „polska myśl zachodnia“ (= „polnischer Westgedanke“), entwickelte sich als Antwort und wesentlich in Auseinandersetzung mit den in der deutschen Ostforschung in der Zwischenkriegszeit vertretenen Positionen, so dass sie, wie Jan M. Piskorski schreibt, „in gewissem Sinne ein nahezu getreues Spiegelbild der deutschen Ostforschung [wurde].“ Ihre Arbeit dauerte bis in die 1950er Jahre fort und legitimierte sich mit der „Rückkehr der deutschen Ostforschung auf das Feld der wissenschaftlich-publizistischen Auseinandersetzung“. Ihr wichtigster Repräsentant war Zygmunt Wojciechowski, der von 1945 bis 1955 das in Posen ansässige Zentrum der Westforschung – das Instytut Zachodni (= West-Institut) – leitete. Mit neuer Orientierung, wobei Deutschland Schwerpunkt des Interesses bleibt, arbeitet das Institut seit dem Ende des Ost-West-Konflikts und der deutschen Wiedervereinigung weiter.